# Marosi István (református lelkész)
Marosi István az első és egyben mártírsorsú református lelkész Bánhidán.

## A tatai egyházmegye megalakulása
A 18. században Komárom vármegye dunántúli része a teljes elpusztultság után lassanként ismét benépesedett, a többnyire református lakosságból a tatai egyházmegyét szervezték meg. Így Tatabánya egyik elődközségében, Bánhidán 1622-ben telepedtek le református magyarok. Itt a hódoltság peremén a népesség száma nem nőtt jelentős mértékben, sőt időnként csökkent, de azért 1650-től már volt a bánhidaiaknak is egyházuk. A református hit elterjesztésében nagy szerepe lehetett Tzene(Czene Péter)nek, aki Érsekújvárban és Somorjában  „paposkodott”. Neki tulajdonítja a „szapi igen régi matricula” Pozsony, Győr és Komárom vármegyék „nyomósabb” reformációját: „aki olyan ékesen és pontosan tudott beszélni, hogy második Kálvinnak hívatták” 
Ez a terület akkor Samarjai Máté Jánoshoz, Halászi mezőváros (ma falu a Szigetközben, Mosonmagyaróvártól kb. 4 km-re) felsődunamelléki szuperintendense alá tartozott. Pataki Márton barsi esperes Szilágyi Istvánhoz írott levelében felsorolta a gyülekezeteket, e szerint a komáromi-mátyusföldi egyházmegyétől hamarosan levált az önálló tatai egyházmegye, 1652-től már Bánhidát is ebben találjuk.  1674-ben Marosi István volt a lelkészük,  aki a gályarabper jegyzőkönyve szerint Maruty István néven szerepel.

## Hány Marosi István is volt?
Ebben az időben három Marosi István is működött a környéken, a bánhidai lelkészen kívül az egyik Kisbéren , a másik Únyon.  Hogy melyik lehetett közülük az, aki 1656-ban Pápán tanított, arról sincs adatunk, vagy esetleg volt-e még egy negyedik Marosi István is. Sőt, egy későbbi összeírásban (Győr)Szemerén szerepel egy Marosi István…, nem is beszélve Marosi P. Istvánról, aki költőként is jelentős Egrespatakon.  Szóval ezek után megállapíthatjuk, hogy a Marosi István név a 17. századi református lelkészek között egyáltalán nem mondható ritkának…

## Az 1674-es per
Szelepcsényi három ágostai evangélikus szuperintendenst és Liptó, Turóc és Zólyom vármegyék lelkészeit Pozsonyba a saját vezetésű bírósága elé rendelte 1673. szeptember 25-re. Összesen 32 lutheránus, s egy evangélikus református papot idézett meg s a legtöbb meg is jelent. A művelet azzal kezdődött, hogy minden beidézettet azonnal lecsuktak. A legsúlyosabb koholt vádakkal vádolták meg őket; azt állították, hogy fellázadtak a király ellen, összejátszottak a bujdosókkal, sértették a katolikus egyházat, visszaéltek papi hivatalukkal. Igazolni ezeket a vádakat meg sem próbálták, s csak két levelet vettek elő „bizonyítékul”, amelyeket Vitnyédy István még 1669-ben és 1670-ben Keczer Menyhérthez, s Bethlen Miklóshoz intézett.  Ezek semmiképpen sem lehettek a vádlottak bűnösségének bizonyítékai, hiszen ha Vitnyédy meg is írta a leveleket, azokhoz a vádlottaknak semmi közük sem volt. Nem nekik írták őket és tartalmukról csak a per során értesültek. Hiába állították ezt a foglyok; a bíróság a legborzasztóbb büntetésekkel fenyegette őket, hogy önként beismerjék bűnösségüket. Tulajdonképpen csak azért fogták őket perbe, hogy önkéntes vallomást csikarjanak ki tőlük, mely alapon aztán egyszerűen száműzni akarták őket, ha ugyan át nem térnek.
A kezdeti kísérlet számukra pompás „gyümölcse” arra sarkallta Szelepcsényit és Kollonich Lipótot (Leopold Kollonitsch, a magyar kamara elnöke), hogy most már nemcsak a szomszédos vármegyék, hanem a királyi, sőt török területen levő minden protestáns lelkészt és tanítót is új vészbíróság elé idézzen. Hatalmas cselszövésről volt itt szó, ekkor a protestáns lelkészek számát korabeli becslések alapján 2600-ra tehetjük. Ezek alapján jelenthette ki Széchenyi György kalocsai érsek, hogy immár az összes magyar protestánsok számára olyan „hurok” készül, amelyet, „ha nyakukba ránthatunk, soha többé az evangéliumi vallás hazánkban lábra nem áll”. Úgy látszik Báró Ampringen János Gáspár (Johann Kaspar II von Ampringen), (1619–1684) a német lovagrend 48. nagymestere, magyar kormányzónak is aggályai lehettek a borzalmas akció ellen, s talán az ő észrevétele eredményezte, hogy Bécsben kifogásokat emeltek ellene. De Szelepcsényi atya Müllerhez, Lipót császár gyóntatójához apellált, hogy ne háborgassák abban a munkájában, hogy az egész országot katolikussá tegye. Május 15-én meg közvetlenül a királynak írt, s a legerélyesebben ellenezte azt, hogy az üldözött protestáns papok esetleg amnesztiát kapjanak.
A király valóban nem gátolta Szelepcsényi elképzeléseit. 1674. január 6-tól kezdve küldték ki az idézéseket, miszerint a lutheránus és kálvinista papok és tanítók akár királyi, akár hódoltsági területen lakjanak, március 5-én Pozsonyban a rendkívüli bíróság (judicium delegatum extraordinarium Posoniense) színe előtt kötelesek megjelenni. Az idézés sajátságos módon történt. így például az érsek megparancsolta a leleszi konventnek, hogy kézbesítse az idézést Ung, Bereg, Ugocsa megyében a Tiszáig s a Bodrogközben az összes helvét és ágostai prédikátoroknak, iskolamestereknek és más „ilyeneknek” (compares). A konvent embere február 16-án Munkácson kezdte meg az idézést és azután községről községre járt, megtudni van-e ott protestáns pap vagy mester. Ha volt, noha sok esetben a helyszínen sem tudhatta meg nevét, maga, vagy szolgája által megidézte, vagy az idézést a kapura függesztette ki. Beregben Báthory Zsófia ügybuzgalmából a szolgabíró végezte a kézbesítést. Csupán e kiküldött által 53 papot és 19 tanítót, összesen 72 embert idéztek a pozsonyi bíróság elé, míg a tényleg megidézettek összes száma 730-at tett ki. Az idézések hatalmas rémületet keltettek az érintettek között. Még a hódoltsági területen levő papok is úgy megijedtek, hogy nem mertek községükben maradni; hanem odamenekültek, ahol török őrség volt; főleg Budára s pénzen szereztek védelmet a töröktől. De a bécsi udvar és a török között a „szégyenteljes vasvári béke” után olyan jó volt a viszony, hogy a budai pasa kész volt a menekülteket kiadni s csak környezetének sürgetésére állt el szándékától.
Az óriási per tárgyalására óriási bíróság alakult Pozsonyban, Szelepcsényi elnöksége alatt 34 tagból, akik Kollonics kivételével „csupa igaz magyarok”, és nagyobbrészt világiak voltak. Az idézettek közül 336 megjelent, hogy tisztázza magát a vádak alól. A település protestáns polgárai meg voltak félemlítve, így nem engedték házaikba az érkezőket. Ezek így Pozsony külső részeiben (hóstát), ócska italméréseiben, kocsmákban találtak szállást. Külön vonultak a reformátusok, s a jóval többen lévő evangélikusok. Zsúfolásig megteltek a fogadók és ivók. A reformátusok szállásai a Szerecsen nő az Utolsó fillér és a Fehér ló fogadók voltak.  
A vádirat csupa koholmányként minden elképzelhető bűnnel megvádolta őket. A vádak három fő csoportba foglalhatók össze: 1. a katolikus vallás, intézményeinek és tanainak ócsárlása, Szűz Mária tiszteletének megtagadása. 2. a nép lázadásra felbujtása és lázadókkal szövetkezés. 3. a töröknél való oltalomkeresés.
A királyi ügyész a fej- és jószágvesztés büntetését kérte mindnyájukra. Jellemzi az eljárást, hogy a törvényszék még a jelenlevő vádlottak egy részének nevét sem tudta kideríteni. A vád felolvasása előtt a bíráknál lévő katalógusban csak hat vagy hét protestáns lelkész neve szerepelt, példának okáért Sellyei István, Bátorkeszi István, Farkasdi Dániel… a többi megidézettről azt sem tudták, hogy egyáltalán él-e. A protestánsok, akik megjelentek az idézésre, saját maguk diktálták be nevüket a katalógusba, ami ugyancsak sokáig eltartott, mert az ügyész csak az ítélet kihirdetése előtt három nappal, vagyis április 1-jén tudta felsorolni a perbe idézetteket. Ezért gondolhatjuk, hogy a Maruty név a Marosi elírása lehetett. Különben a mi lelkészünk ott sem volt ekkor, hiszen ekkor már Csáky László a pert megelőzően lecsukatta…Ha lett volna bűntény, az alanyi bűnösséget semmi esetre sem lehetett megállapítani, de ez a bíróság ilyesmivel nem törődött. Amint valaki bevallotta, hogy protestáns tanító vagy pap, veszve volt, ha át nem tért vagy írásbeli nyilatkozatot nem adott arról, hogy vagy lemond hivataláról, vagy száműzetésbe megy. A bíróság hagyott egy „kiskaput" a perbe fogott protestánsok „szabadulására". Ez egy térítvény volt, s három tételből állt. Bárki aláírhatta akármelyik tételt, s ha ezt megpecsételte, megmentette életét, sőt még ajándékot is kapott.        A három tétel: 1. A protestáns hitvallású lelkészek, iskolaigazgatók, kántorok, tanulók, harangozók minden egyházi, úgynevezett prédikátori és minden iskolai hivatalukról önként lemondanak (soha többé sem templomban, sem iskolában többé nem tanítanak) saját aláírásukkal, s azt gyakorolni többé, sem titokban, sem nyilvánosan meg nem kísérlik. Életüket Magyarországon belül Őfelsége többi hűséges alattvalói életmódjához alkalmazzák, s élnek békességben és zavargás nélkül, mindezekre fejük és minden jószágaik elvesztésével kötelezik magukat. 2. Magyarországon és a hozzá kapcsolt részeken kívül számkivetésbe mennek, s erről térítvényt írnak alá, hogy önként, minden kényszerítés nélkül választották a számkivetést, s kötelezik magukat arra, hogy ezt fejük és jószágaik elvesztése terhe alatt 15 napon belül teljesítik és sem örökös tartományban, sem a birodalomban, a király ellenségénél nem keresnek oltalmat. 3. Áttérnek a római katolikus vallásra.
Sokan megtették, sokan azonban az érsek személyes rábeszélése után is tántoríthatatlanok maradtak, s április 4-én fej- és jószágvesztésre ítélték őket. A halálbüntetés „szigorítva” volt; némelyiknek előzetes testcsonkítást, másoknak máglyát vagy agyonkövezést helyeztek kilátásba. Összességében: írásbeli nyilatkozatot adott vagy áttért 236, betegség miatt elbocsátottak hét személyt, halálra ítéltek 93-at. Május 10-én 135 (egyesek szerint 136) evangélikus aláírta a térítvény valamelyik pontját. 92-en „önként“ lemondtak örökre hivatalukról, 43-an pedig az önkéntes kivándorlást választották.  
Miért nem menekültek el? Pedig volt egy időszak, amikor még könnyebben megszökhettek, vagy hazamehettek volna. Minden nap, amint a törvényszék befejezte munkáját, a vádlottak visszatérhettek szálláshelyükre. Nem őrizték őket, nem figyelték útjaikat, katonák sem leselkedtek utánuk. Szabadon járhattak, kelhettek Pozsony utcáin, a város kapui is nyitva állottak előttük. Bármikor túlléphettek rajta, elmehettek. Sokan ugyanis már a per megkezdésekor ezt javasolták nekik, még egyik védőügyvédjük (Szedeki Nagy Ferenc) is azzal a javaslattal állt elő, hogy ha nem akarják a térítvényt aláírni, jobb lesz, ha elszöknek a városból. Úgy, mint Sallai János nagyigmándi, Körmendi György banai, Marosi István kisbéri, valamint Szőnyi Virág János ászári prédikátorok a közelgő pünkösdi ünnepekre való felkészülés céljából hazamentek, de vissza már a budai pasa – karóba húzással fenyegető – tilalma miatt nem térhettek. „Ők ugyanis az ítélet kihirdetése előtt, pünkösd alkalmából, amíg a bíráskodás szünetelt, hazamentek, amennyiben ők közelebb laktak a többieknél, azzal a szándékkal, hogy ünnepek után majd visszajönnek az ítélet kihirdetésére, de az ellenük és mások ellen is dühöngő budai basa tilalma miatt nem merészkedtek visszajönni, hanem odahaza maradtak s tovább tanítottak egyházaikban.” – emlékezik erről Otrokocsi Fóris Ferenc.
Otrokocsi visszaemlékezésében így írja le megjelenésük és maradásuk okát: „Hogy pedig mi, akik az Isteni dicsőség iránt való szeretetből megvetve a halált, minden dolgainkat a minden veszedelmekben legbölcsebb kormányzóra, Istenre bíztuk alázatosan, vajjon vakmerően-e, vagy helyesen cselekedtünk-e, hogy Pozsonyban, amaz ünnepélyes és általános idézésre megjelentünk s hogy vajjon megjelenésünkkel használtunk-e valamit egyházainknak, avagy sokat ártottunk volna-e, ha egytől egyig odahagyva azokat, futásban kerestünk volna menekülést, minden józan gondolkodású ember eldöntheti… Mivel itt, költött ürügy alatt, magának Istennek és Krisztusnak az ügye forgott szóban, melyet elhagyni s a bennünket levő reménységről számot nem adni a legnagyobb szégyen és gyalázat lett volna Isten iránt. Mivel a lelkészek tömeges megjelenését az egyházakat esetleg fenyegető nagyobb veszedelem követelte, hogy ellenségeinknek legyen egy darab ideig kikkel megbirkózni, mert ha mindnyájan elmenekülünk, vagy elbujdosunk, ellenségeinknek még valóbbszínű ürügye lett volna arra, hogy a pásztorok megszökése miatt magukra maradt egyházakba pápista papokat állítsanak… Mivel ha mindnyájan elmenekülünk, mi magunk szolgáltattuk volna a legfőbb okot ellenségeinknek arra, hogy az egész világ elé úgy állítsák oda Magyarország református lelkészeit, mint lázadókat, azzal az egyszerű megokolással, hogy egy sem merészelt megjelenni, jóllehet ártatlanok voltunk a lázadásnak minden reánk fogott vádjában. Ezekhez járultak még az egyházaknak, bölcs államférfiaknak tanácsai és kérései, amelyekkel bennünket a megjelenésre ösztönöztek. Meg akartuk mutatni a felső hatóságok iránt való engedelmességünket… Mivel úgy a mostani, mint a magyar nemzet későbbi nemzedéke (ha ugyan Isten megtartja e nemzetet) méltón tarthatott volna bennünket a haza árulóinak és pestiseinek.“
A halálos ítéletet I. Lipót császár nem erősítette ugyan meg, de ezzel alig enyhítette az elítéltek sorsát. A 93 áldozatot Pozsonyból különböző hazai várakban: Berencs, Sárvár, Kapuvár, Éberhard, Pozsony és Lipótvár (Leopoldov, régi nevén Leopoldstadt, ma Szlovákia) börtöneibe zárták, ahol Kollonics rendeletére kegyetlenül bántak velük, ijesztgették, verték, éheztették, hogy áttérésre kényszerítsék őket. Némelyik megtette, néhányan meghaltak, a többieket Kollonics 1675-ben gályarabságra küldte Buccariba vagy Nápolyba. Fejenként 50 aranyért adták el őket a nápolyi gályákra. Itt ma már alig elképzelhető embertelen testi-lelki kínzatásuk háromnegyed évig tartott. Volt, aki már a tenger felé vezető úton meghalt. Gályák evezőpadjaihoz láncolták őket. Csaknem két évig tartó rabság után a még élő prédikátorokat holland közvetítéssel sikerült kiszabadítani a rabszolgasorból.
Az európai országokba küldött holland nagykövetek tudósították a holland országgyűlést a gályarabságban szenvedő magyar prédikátorok keserves sorsáról. Gyűjtés indult kiszabadításuk érdekében, és ez többszöri kísérlet után végül Hollandiának sikerült 1676. február 12-én. A bécsi holland követ fizette ki értük a 100 talléros, személyenkénti váltságdíjat Az országgyűlés felhatalmazta Michiel Adriaenszoon de Ruyter admirálist, hogy tegyen meg mindent a kiszabadításuk érdekében. A tengernagy nem is késlekedett: a holland hajóhad blokád alá vette a nápolyi kikötő bejáratát, ágyúival célba véve az ott lévő hajókat és a várost. A hatásos fellépés eredményeképpen a nápolyi alkirály másnap szabadon bocsátotta a még életben lévő huszonhat protestáns gályarab prédikátort.
Ekkor ezt írta naplójába az admirális: „Sok győzelmet vívtam életemben mindenrendű ellenségeim felett, de ez az én legfényesebb diadalom, amellyel Krisztusnak ártatlan szolgáit az elviselhetetlen terhek alól kiszabadítottam.”

## A tatai egyházmegye a per után
Kocsi Csergő Bálint tudósítása szerint  ezalatt a tatai egyházkerületben Csáky László országbíró (Léva, Tata, Pápa örökös kapitánya, királyi tanácsos és kamarás) által vezetett üldözéssel a református polgárokat „ több más emberrel együtt igen szennyes és szúk, lélegzetet is elállító börtönökbe vetették, és miután az előkelők számára sírokat készítettek, halállal fenyegetve oly sokáig gyötörték és rémisztgették őket, amíg .. az ellenfél fáradt el, és akarata ellenére is szabadon kellett, hogy bocsássa őket.  Bánhida református lakói ekkor még megmenekültek a katolikusok általi üldöztetéstől, még hozzá úgy, hogy szabad vallásgyakorlatukat megtarthatták, mivel a török adófizetői lettek. A töröknek pedig csak mozlim(igazhitű) és gyaur(hitetlen) létezett, teljesen mindegy ez utóbbin belül milyen felekezet. Így a török alatt Bánhidának és a környék településeinek is „saját iskoláik vannak és többnyire latin nyelvű triviálok”  Ez az állapot a török kiűzése és a Rákóczi szabadságharc után változott meg, amikor 1711-ben Esterházy József kitiltotta a protestáns lelkészeket és uradalma területéről.  Azért maradt néhány református lakos Bánhidán a későbbiekben is, például Bánhidi Nyikus Mihály leányával kötöttek házasságot 1720. február 20-án.  A reformátusok titokban, házaknál tartják az istentiszteleteket, bibliaolvasást, fontosabb eseményeknél Tatára mennek be anyakönyveztetni az eseményeket.

## A "bosszú"
A protestánsok egy részének (a hajdúknak) dühe a visszatérítőkre zúdult. Csepellényi György lett az áldozat, aki nem durva módon lépett fel a hitvitákban, hanem szelíd, alázatos szónoki képességekkel. X. Kelemen pápa kinevezte Mezőkövesd, Eger, Füzes vidékére missziós főnöknek. A pálosok hamarosan hatásos eredményt értek el ezen a vidéken, ami a protestánsoknak egyáltalán nem tetszett. Az egri püspök feljegyzéséből tudjuk, hogy Csepellényi hét falut térített vissza a protestánsoktól. Ezért a protestánsok elhatározták, hogy megölik őt. (Korábban ilyen eset Kassán történt, amikor Rákóczi György 1619-ben megszállta a várost, a csapatok három katolikus papot találtak a városban. Mindhármukat kegyetlenül megkínozták, és mivel nem voltak hajlandók hitüket megtagadni, kivégezték őket. A három vértanút, Kőrösi Márkot, Pongrácz Istvánt és a lengyel születésű Grodziecki Menyhértet az egyház felvette a szentek sorába. ) 
A krónika feljegyzése szerint „1674. március 26-án, húsvét másnapján a protestánsok egy csoportja behatolt a füzéri plébániára, s rabszíjra fűzve magával hurcolta a szemükben oly gyűlöletes Csepellényit. Fogsága hatvan napig tartott, ez idő alatt állandóan bántalmaknak volt kitéve. Napokon keresztül ruhátlanul kellett járnia, megostorozták, leköpdösték, bíborköpenyt húztak rá, hatalmas csomagokat kötöttek vállaira, majd egyikük a hátára ült, és sarkantyúját mélyen az oldalába vágva, futásra kényszerítette.” .)
Legendája szerint a hosszú szenvedést nagy türelemmel viselte bántalmazóiért inkább fohászkodott és néhányat közülük példás magatartásával meg is térített. Azokat, akiket megtérített, azokat társaik megölték, és a szentéletű szerzetest még elszántabb dühvel kínozták. Szőke község határában végül a sok kínzatás után 1674. május 24-én lefejezték. A budai pasa, értesülve Csepellényi hűségéről katolikus hitéhez, „Isten emberének” nevezte a barátot, és megparancsolta méltó eltemettetését.
A török tehát nem avatkozott bele a vallási küzdelmekbe, nagyobb türelmet tanúsított a gyaurok iránt, mint azok egymás iránt… Sőt olyan is előfordult, hogy adómentességet adtak a betelepülőknek, mint például Omár esztergomi aga 1647-ben a Tarjánba települőknek. Azért, mielőtt a törökökről valami ideális képet alkotnánk, a török is pusztított, például Csolnok református templomát a faluval együtt ők égették fel, vagy 1663-ban Érsekújvár elfoglalásakor a reformátusok templomát elvették és török templommá alakították. 

## A kor sajátosságai
A XVI.-XVII. században, a vallásháborúk nagy földi poklában sok egyszerű ember szenvedett a hitéért hazánkban és Európában. A kegyetlenség és kíméletlenség a vallásháborúk korabeli sajátja és nem valamiféle „keleti sajátosság”. Gondoljunk itt a franciaországi Szent Bertalan-éji mészárlásra (1572. augusztus 24.) 30 000-nél nagyobb a legyilkoltak száma, vagy a németalföldi „véres parancsra” Alba herceg kormányzósága idején (1567-73), aki rászabadította katonáit a népre. Itt több mint húszezer protestánst gyilkoltak meg. A harmincéves háború (1618–1648) kegyetlenségeire, a „svéd-koktélra”, ami a trágyalével megtöltött hullákon ugrálást jelentette. 

## Mi is történt Marosi Istvánnal?
Napjainkra már a keresztény szellem békés egymás mellett élést hozott. A gályarabok debreceni emlékművét egy gazdag debreceni özvegyasszony kezdeményezésére, 1895-ben állították fel. Az emlékműnél – mintegy bocsánatkérő gesztusként – 1991. augusztus 18-án II. János Pál pápa is koszorút helyezett el.
A mi Marosink életéről keveset tudunk. A legtöbb lelkészt és prédikátort a tatai kerületből Lipótvárra vitték. Itt ötféle börtön „várt” szerencsétlen rabokra, ezek közül a legmocskosabbon az árnyékszék csatornája folyt keresztül, patkányok, kígyók és békák között tartották fogva a megfélemlített szerencsétleneket.  
Akár kerülhetett volna Sárvárra is, ahol hasonló módon kínozták, megalázták a foglyokat. Volt olyan is, aki pusztán azért kapott 300 botütést, mert levelet írt a feleségének… A kínzásba vagy belehaltak, vagy belerokkantak szegény rabok.
Marosi István elkerülte a pozsonyi vésztörvényszéket, ehelyett Csáky László börtönébe került még a per előtt. Csáky kifosztva mindenéből, börtönbe vetette.  Ő maga írta le kegyetlen sorsát a tatai református gyülekezethez küldött levelében: „ …citáltatván én is amaz pozsonyi extra ordinariumra, ottan mindgyárt a falunak földes ura Gróf Csáky László a vádat megelőzni akarván, éjszakának idején házamra feles fegyvereseket külde, akik csak egy jó hasznos vas szeget is házamban nem hagyván, minden javacskáimat fel prédálták és magamat megkötöztetvén Tata városában fel vivének és vasra vervén alkalmas ideig sanyarú fogságban tartottak, az melybül végre nagy méltatlan fizetés által szabadított meg Isten, a melyet, a melyet én az én tehetségemből meg nem szerezhettem, mivel semmi sem maradtam, hanem az embereknek embersége által lett, akiket bizonyos terminusra kell megelégítenem.”
- Kéri ezért a tatai hittestvéreit, az egyház elöljáróit „ az Úr Jézus Szerelmére”, hogy azokból a közönséges jókból, melyekben Isten sáfárokká tette őket, legyenek illendő segítséggel, megemlékezve az Úr Jézus taníttatott irgalmasságával, hogy ha úgy tetszik az Úrnak, még az ő emberségük által is terjedjen az Úr dicsősége. A tatai gyülekezet valószínűleg biztosan segített Marosi váltságdíját kiegyenlíteni, rokonsága is valószínűleg itt élt. Hogy mi lett további sorsa, arról keveset tudunk. A tatai egyházmegye anyakönyveinek egy része a 2. világháború idején eltűnt, 1713-tól vannak adatok. Ezek egyik része olvashatatlan, a másik része sietősen írott és keverednek benne a születési, halálozási és házassági adatok. (Ez utóbbinál viszont a vőfély neve legtöbbször szerepel…) Érdekessége, hogy a  személyeknél közli a ragadványneveket, így találkozhatunk „nagyfejű”, „kopasz” és „sánta” megkülönböztető nevekkel. A tatai egyházmegye egyházlátogatási jegyzőkönyvei az 1813-as évvel kezdődnek a Pápai Református Levéltárban.  Megyei társa, Kocsi Csergő Bálint sem említi a per után három évvel írt összeírásában. Ha szerencsésen kiszabadult a börtönből, akkor hová került? Visszatért Bánhidára, vagy az ország keleti, „nyugodtabb” részére költözött? Ezt a rabok hozzátartozóinknak levelei bizonyíthatják, akik 1676. június 10-én azt írják, hogy az érsek és Csáky László ismét erősen dühöngenek többek ellen, saját birtokaikon, Alsó-Magyarországon, vagy pedig biztosabb helyekre, a török uralma alá vonulva, más egyházakba hivatván meg lelkészeknek, a meghívást el is fogadták.  
Az utolsó nagy török támadás Bécs ellen Kara Musztafa vezetésével 1683-ban Tatán és környékén nagy pusztulást okozott. A bánhidai lakosság nagy része elmenekült vagy elpusztult, leégett a Mátyás király építette katolikus templom. A törökellenes felszabadító háborúk nagyobb pusztítást vittek végbe, mint a megközelítőleg 150-éves török uralom. A török kiűzése egyet jelentett a reformátusok elűzésével, bár más forrás szerint a vegyes vallású településeken a katolikusok is a prédikátoroknak adóznak a katolikus papok hiánya miatt. 1685–1713 között a komáromi egyházmegyének egyáltalán nincs püspöke, a „valóságbeli háborgatások miatt”. A bánhidai gyülekezet a 18. század első felében enyészett el, bár egy adat szerint 1715-ben még volt egyházi szolgája. A lelkészi díjlevelek tanúsága szerint: „Bánhidai prédikátor, 1787. A helyet most mind katolikus tótok lakják, ha 1712-ben sem tudtak ennek állapotjáról régiségéről semmit, hát mi most vajjon mit tudhatnánk.” És 1880. „Az üldöztetések miatt megszűnt a gyülekezet.”
Találtunk egy Marosi Istvánt Perényben( ma Szlovákia, Perín, község Kassától 22 km-re) 1686-ban , egyet Szentistvánbaksán (ma Borsod-Abaúj-Zemplén megye, Szikszó térsége, Nagykinizs mellett) 1713-ban. Egyik hely és személy sem zárható ki, hiszen 1674-ben, ha huszonéves fiatalemberként ítélték el lelkészünket, akkor mind a két időpontot megérhette.

## Marosi István jelentősége és a jelen kapcsolata
Nem Marosi Istvánon és a kicsiny XVII.-XVIII. századi gyülekezeten múlt az, hogy nem maradhattak fent, és több mint 300 évnek kellett eltelnie, hogy ismét lehessen református gyülekezet a településen. A második bánhidai református közösség, amely 1930-ban jött létre  ebben az évben ünnepli önállóságának(1957) 50. évfordulóját. Méltán lehetnek büszkék első lelkészük mártír életére és példája utat mutathat napjaink nehézségei közt.